# Stevin Groep

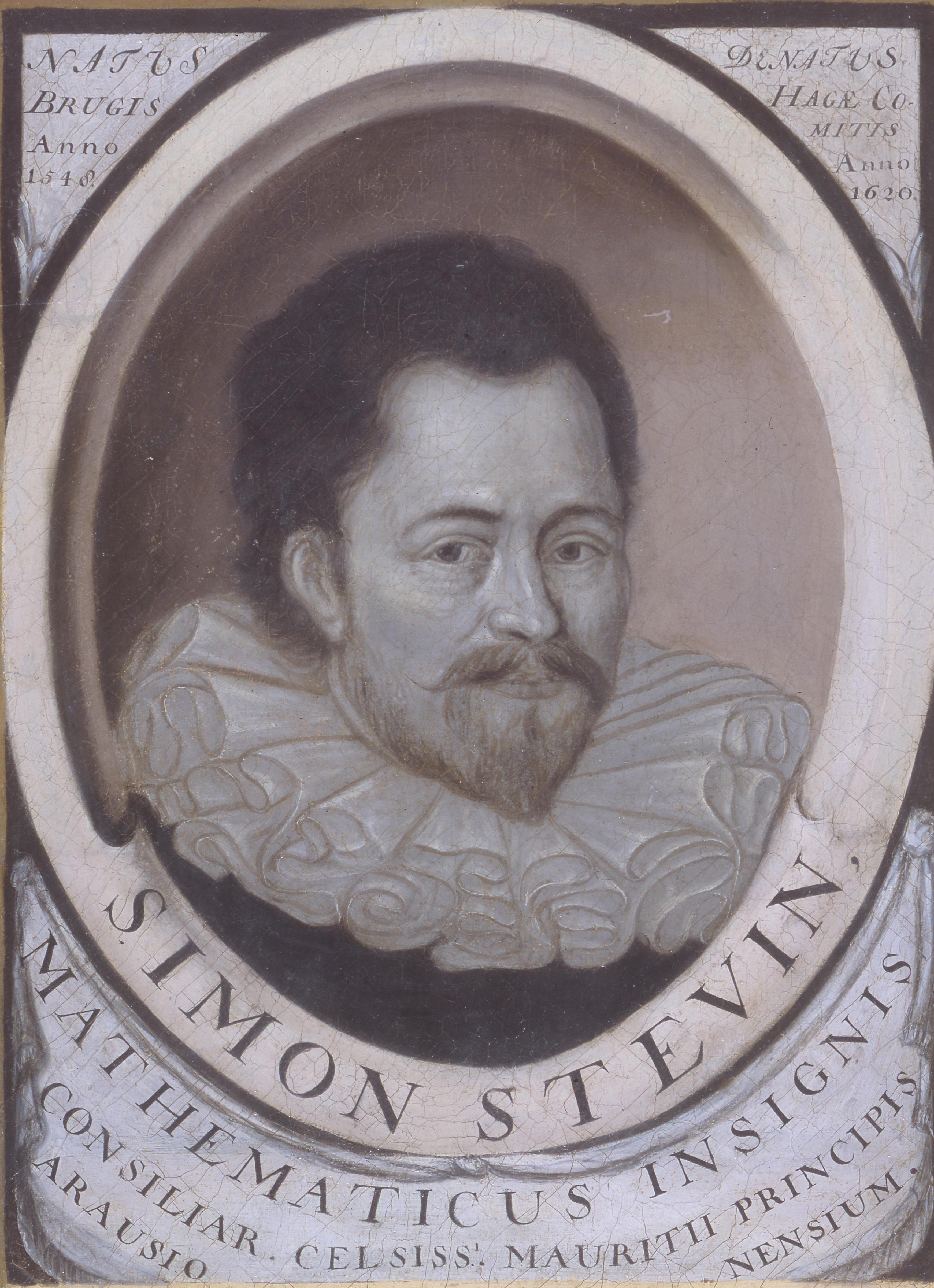
Simon Stevin

De Stevin Groep was de naam van een Nederlands bouw- en baggerbedrijf dat in 1970 tot stand kwam door fusie van drie grote aannemingsbedrijven, en wel:
- Van Hattum en Blankevoort, baggerbedrijf
- Boele & Van Eesteren, utiliteits- en woningbouw
- Van Splunder, beton- en waterbouw

Het bedrijf heeft bestaan tot 1978, toen het fuseerde met de Koninklijke Adriaan Volker Groep tot de Koninklijke Volker Stevin. De Stevin Groep was gevestigd te Utrecht.

## Geschiedenis
Als reden voor de fusie werd opgegeven: aanvulling van elkaars activiteiten en versterkte onderhandelingspositie bij het verkrijgen van opdrachten. Na de fusie heette het bedrijf aanvankelijk: Van Hattum en Blankevoort Beheer, maar nog in 1970 werd dit omgezet in Stevin Groep, vernoemd naar de wiskundige Simon Stevin. Aanvankelijk werkten er bij de drie bedrijven 5875 mensen, waarvan 1250 vaste krachten.
Inderdaad werden grote orders uitgevoerd, zoals in Abu Dhabi, Saoedi-Arabië, Nigeria, Liberia, Kenia en dergelijke.
De Stevin Groep deed ook een aantal overnames, zoals Hanab te Veendam, een aannemings- en installatiebedrijf waar 900 mensen werkten (einde 1971) en dat onder meer pijpleidingen aanlegde. Deze werd ondergebracht in de nieuwe werkmaatschappij Stevin Pijpen. In 1973 werd wegenbouwer Offringa overgenomen. Bij dit in 1876 te Uithuizermeeden opgerichte bedrijf werkten toen 450 mensen. Na deze overname bedroeg het personeelsbestand van de Stevin Groep ongeveer 6500 medewerkers. In hetzelfde jaar werd aannemer Van der Poel te Terneuzen (275 medewerkers) overgenomen.
In 1973 jaar waren er ook plannen voor een zogeheten afvaleiland in de Noordzee, waaraan ook de Stevin Groep zijn medewerking wilde verlenen. Later werd van dit eiland niet veel meer vernomen. Los daarvan kwam het hefeiland Stevin 73 in de vaart, waarmee onder water geheid kon worden.

### Chili-affaire

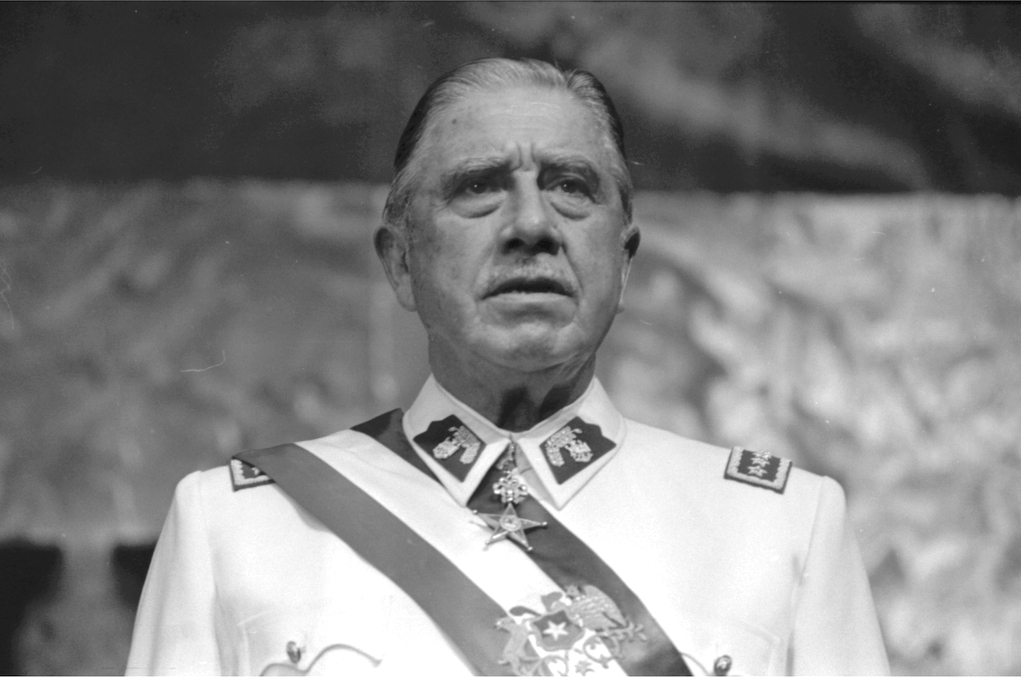
Pinochet

De Stevin Groep groeide verder. Ook in 1973 werd de Koninklijke Maatschappij Wegenbouw (KMW) te Utrecht ingelijfd. Hier werkten toen 1800 mensen. Orders werden geplaatst door onder andere Nigeria, Gabon (1973); Bahrein en Algerije (1974); het Chili (van Pinochet) en Maleisië (1975). Vooral de activiteiten in het - toen door een militaire junta geleide - Chili deden de populariteit van het bedrijf geen goed. Diverse gemeenten, zoals Groningen, dreigden met een boycot van de Stevin Groep.
Los daarvan was er ook een discussie over het aanbieden van steekpenningen, in een groot aantal betrokken landen blijkbaar doodnormaal. In de meeste landen kan men geen zaken doen zonder steekpenningen, was een uitspraak die in diverse kranten werd aangehaald.
In 1976 was een belangrijke opdracht die van de bouw van de Hemtunnel, waar de Stevin Groep aan meebouwde. Tezelfdertijd laaide de Chili-discussie hoog op. Men kopte over de Stevin-kwestie en de Chili-affaire. Nadat de ondernemersorganisatie VNO eerst naar de betrokken gemeenten, zoals Rotterdam, had uitgehaald, ging het bedrijf in juni 1976 alsnog overstag en schortte de werkzaamheden in Chili op.

### Stevin-stad

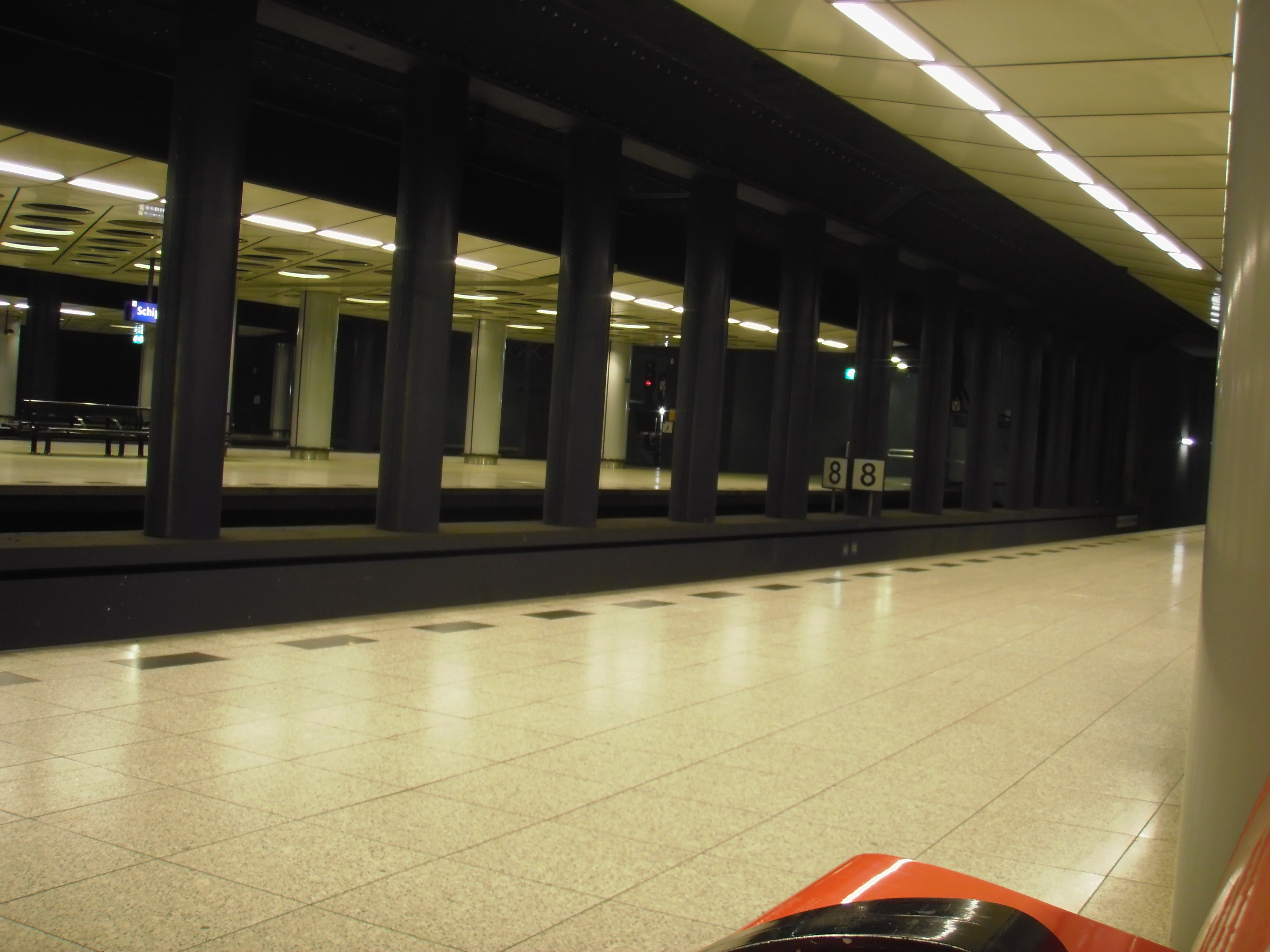
Schipholtunnel

Terwijl de Chili-affaire nog heel wat discussiestof opleverde, werden nieuwe orders binnengehaald uit Nigeria en Dubai. In Nederland was Stevin vanaf 1977 actief in een combinatie voor de bouw van de Schipholspoortunnel. Een plan wat minder realistisch bleek te zijn, was de bouw van 20.000 woningen voor de kust van het Westland, beschouwd als een stad in zee, de zogeheten Stevin-stad, ook wel Nieuwduinen genaamd. Deze stad stierf, tezamen met de Chili-affaire, een stille dood.
In 1978 werd bij Rijn-Schelde-Verolme nog een order voor een groot baggerplatform (65 x 100 meter) geplaatst.

### Fusie
Juni 1978 kwam het bericht dat de Stevin Groep wilde fuseren met de Koninklijke Adriaan Volker Groep. Opnieuw was de reden dat men gezamenlijk een sterkere positie had, vooral in het buitenland. Aldus ontstond de Koninklijke Volker Stevin (KVS), toen het grootste bouw- en baggerbedrijf van Nederland, met 22.000 medewerkers.